# Ernest Rossi

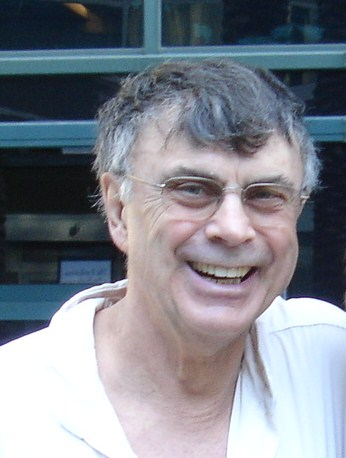
Ernest Rossi (2005)

Ernest Lawrence Rossi (* 26. März 1933 in Shelton, Connecticut; † 19. September 2020) war ein US-amerikanischer Psychologe, Psychoanalytiker, Psychotherapeut, Lehrer und Publizist in der Tradition der Erickson’schen Hypnotherapie. Er erforschte die „Psychobiologie der Geist-Körper-Heilkräfte“ auf neurowissenschaftlichen und genetischen Grundlagen. Rossi lebte und arbeitete in Los Osos, Kalifornien.

## Leben und Werk
Ernest Rossi studierte Pharmazie in Connecticut, Psychologie an der Washington State University und an der Temple University in Philadelphia, wo er auch promovierte. 1958 bis 1962 Ausbildung zum Psychoanalytiker nach Freud. Er arbeitete am Mount Sinai Hospital in Los Angeles und kooperierte mit dem Psychosomatiker Franz Alexander. Er eröffnete eine Praxis, zuerst in Los Angeles, später in Malibu. Ernest Rossi war von 1963 bis 1977 mit Sheila Rossi verheiratet, das Paar hat zwei Töchter.
Rossi absolvierte eine zweite analytische Ausbildung, diesmals nach Carl Gustav Jung, und begann zu publizieren. 1972 lernte er Milton H. Erickson kennen, nahm dessen therapeutische Arbeit in Bild und Ton auf, transkribierte das Material und analysierte es gemeinsam mit seinem Lehrer.
Mitte der 1980er Jahre wandte er sich seiner eigenen Mind-Body-Therapy zu und befasste sich seither mit dem Zusammenspiel von Geist und Körper, der Psychosynthese neuer Proteine und den biologischen Aufmerksamkeitszyklen, insbesondere in Trance. Seine Form der Hypnose nutzt „diese natürlichen Prozesse und Zyklen des Lebens“. Rossis Technik ermöglicht auch, diese Erholungsphasen – in Selbsthypnose – zu nutzen.
1988 begann Ernest Rossi mit dem Studium der Mathematik. Er wandte nichtlineare Dynamiken, adaptive und chaotische Systeme – über die Route der Feigenbaumverzweigungen – auf kreative Prozesse an und untersuchte die Anwendung von Differentialgleichungen auf therapeutische Hypnose. Seit 1992 ist er Mitglied der Mathematical Association of America. Er interessierte sich für Psychobiologie im Mikrobereich und beschreibt in seinem Buch von 2002 genetische Veränderungen im Sinne der Beeinflussung von Mustern. Psychosoziale Dynamik kann – laut Rossi – Zellwachstum, Neurotransmitter und Zyklen positiv beeinflussen, d. h. Wachstum anregen, aber auch verhindern oder zerstören. Das betrifft auch Kreativität und emotionale Befriedigung, zum Beispiel nach einer gelungenen Therapiestunde oder hypnotherapeutischen Sitzung. Die Körper-Geist-Verbindung und ihre wechselseitigen Beeinflussung stellt Rossi auf eine genetische Grundlage.
Ernest Rossi war ein sehr produktiver Autor und Lehrer. Er veröffentlichte 21 Bücher und 124 Artikel, regidierte drei Zeitschriften und leitete über hundert Workshops weltweit. Verdient gemacht hat sich Rossi als publizistisches Sprachrohr seines Lehrers Milton H. Erickson, dessen Gesamtwerk er in elf Bänden publizierte. 1986 wurde er von der Milton H. Erickson Foundation mit dem Lifetime Achievement Award ausgezeichnet. Ernest Rossi war ab 1995 mit der Psychologin Kathryn L. Rossi verheiratet.

## Als Co-Autor und Herausgeber von Milton H. Erickson
- Der Februarmann. Persönlichkeits- und Identitätsentwicklung in Hypnose. Paderborn: Junfermann, 3. Auflage 2003, ISBN 978-3-87387-033-8
- Hypnotic Realities. New York: Irvington 1976 [Übers.: de, sv]
- Hypnotherapy: An Exploratory Casebook. New York: Irvington 1979 [Übers.: de]
- The February Man: Evolving Consciousness and Identity in Hypnotherapy. New York: Brunner/Mazel 1989
- Experiencing Hypnosis: Therapeutic Approaches to Altered States. New York: Irvington 1981
- The Collected Papers of Milton H. Erickson on Hypnosis. 4 Bände. New York: Irvington 1980 [Übers.: de]
- Gesammelte Schriften von Milton H. Erickson. 6 Bände. Heidelberg: Carl-Auer 1995–1998, ISBN 978-3-89670-020-9
- The Lectures, Seminars, and Workshops of Milton H. Erickson.
  - Band 1: Healing in Hypnosis. Hg. gem. mit M. Ryan & F. Sharp. New York: Irvington 1983
  - Band 2: Life Reframing in Hypnosis. Hg. gem. mit M. Ryan. New York: Irvington 1985
  - Band 3: Mind-Body Communication in Hypnosis. Hg. gem. mit M. Ryan. New York: Irvington 1986
  - Band 4: Creative Choice in Hypnosis. Hg. gem. mit M. Ryan. New York: Irvington 1990

## Eigene Schriften
- 20 Minuten Pause. Seelischen und körperlichen Zusammenbruch verhindern. 6. Auflage. Junfermann, Paderborn 2007.
- Dreams and the Growth of Personality. Pergamon Press, New York 1972.
- The Psychobiology of mind-Body Healing: New Concepts of Therapeutic Hypnosis. W. W. Norton, New York 1986.
- mit D. Cheek: Mind-Body Therapy: Ideodynamic Healing in Hypnosis. W. W. Norton, New York 1988.
- mit D. Nimmons: The Twenty-Minute Break: The Ultradian Healing Response. Jeremy Tarcher, Los Angeles 1991.
- als Hrsg. mit D. Lloyd: Ultradian Rhythms in Life Processes: An Inquiry into Fundamental Principles of Chronobiology and Psychobiology. Springer, New York 1992.
- The Symptom Path to Enlightenment: The New Dynamics of Hypnotherapeutic Work. Zeig-Tucker, New York 1996.
- Dreams, Consciousness & Spirit. The Quantum Experience of Self-Reflection and Co-Creation. Zeig, Tucker, Theisen, New York 2000.
- The Psychobiology of Gene Expression: Neuroscience and Neurogenesis in Therapeutic Hypnosis and the Healing Arts. W. W. Norton, New York 2002.